# Bayara (Cameroun)
Pour les articles homonymes, voir Bayara.
Bayara est un village de la commune de Belel situé dans la région de l'Adamaoua et le département de la Vina au Cameroun.

## Démographie
Lors du recensement de 2005, 1 479 personnes y ont été dénombrées.